# ورزشگاه الیور داوسون

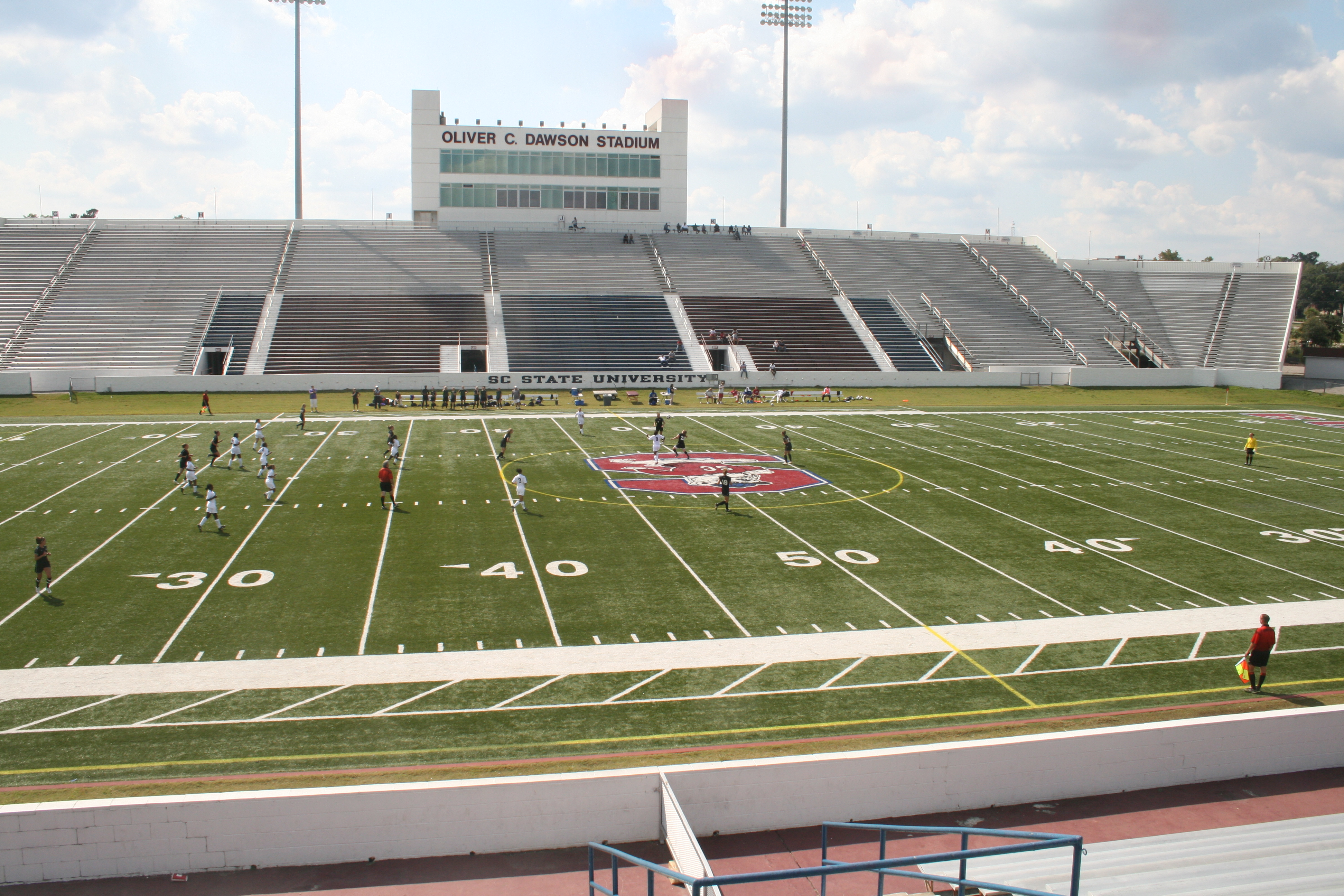

ورزشگاه اولیور داونسون (به انگلیسی: Oliver C. Dawson Stadium) با ظرفیت ۲۲٬۰۰۰ نفر در شهر اورنجبرگ، کارولینای جنوبی ایالت کارولینای جنوبی واقع شده‌است. این ورزشگاه در تاریخ ۱۹۵۵ تأسیس شد و دارای زمین چمن مصنوعی می‌باشد.
این ورزشگاه متعلق به دانشگاه ایالتی کارولینای جنوبی است.